# Интернет в Сербии
В Сербии услуги доступа к сети Интернет предоставляют несколько компаний. Национальный TLD Сербии — .rs

## История

### До Интернета
Соединение Югославии с глобальными электронными сетями началось в конце восьмидесятых. В Европе в это время функционировала Европейская Академическая Сеть (англ. European Academic Research Network, EARN). В 1988 году факультет естественных наук и математики в Белграде предложил присоединить югославские университеты к EARN. Белградский университет стал нодой EARN
в 1989, когда первое интернациональное соединение между Белградом и Линцем стало активным. Пропускная способность этой сети составляла 4800 бит/с, а позже была увеличена до 9600 бит/с.
Проект разработки академической сети в Югославии функционировал в рамках проекта разработки системы научно-технической информации (SNTIJ). Помимо Мариборского университета в проекте так же участвовал люблянский институт Йозефа Стефана, так что эти организации взяли на себя обязанность организации регистрации первого домена в зоне .yu между 1990 и 1991 годами.

### Санкции ООН
Развитие Интернета в Сербии приостановил распад Социалистической Федеративной Республики Югославия. В середине 1992 года Совет Безопасности ООН ввел санкции против новообразованной Союзной республики Югославия.
Согласно санкциям, запрещались все телекоммуникации и все финансируемые государством проекты попали под действие санкций. Это произошло незадолго до того, как единственный югославский Интернет-канал, связывающий Югославскую академическую сеть с EARN был закрыт. Санкции запрещали иностранным компаниям иметь какие-либо дела с югославскими фирмами, так что нельзя было даже провести какой-либо коммерческий канал связи с Интернетом.
До ноября 1995 года единственными способами доступа в Интернет являлись использование медленной и дорогой пакетной сети X.25 или прямого набора номеров иностранных провайдеров. Эти методы использовались только небольшим количеством крупнейших югославских компаний и академической сетью.

### Внедрение Интернета
После Дейтонского соглашения, подписанного в середине ноября 1995 года, некоторые санкции ООН были сняты, открывая возможность организации нормального доступа в Интернет для Югославии.
14 декабря 1995 года белградская радиостанция Б92 сформировала интернет-подразделение, ставшее известным как Opennet. Канал шириной 128 кбит/с, использовавший арендованную телефонную линию, между Радио Б92 и XS4ALL в Амстердаме был спонсирован Fund for an Open Society. Opennet стал первым югославским интернет-провайдером, предложившим услуги доступа в Интернет, электронную почту и услуги хостинга.
Так же, как и Радио Б92, Opennet поддерживал Интернет как средство свободного выражения, содействия толерантности и открытым коммуникациям. В 1999 году глава Opennet, Дразен Пантик, получил EFF Pioneer Award. Opennet был так же первым югославским провайдером, предложившим публичный доступ в Интернет в трех компьютерных центрах, известных как «классы Opennet», в Белграде.
Через некоторое время после создания Opennet, 26 февраля 1996 года, первый коммерческий югославский провайдер Beotel создал спутниковый канал с пропускной способностью 512 кбит/с с норвежским провайдером Taide.net.

### 21 век
Dial-up был единственным способом получить доступ к интернету до начала 2000-х годов, когда несколько провайдеров начали предоставлять беспроводной доступ через не лицензированное оборудование. Необходимое для доступа оборудование было слишком дорого для большинства людей (около 200 евро), так что данный способ подключения стал популярен только в некоторых городских районах.
Ситуация изменилась лишь в 2002 году, когда Serbia Broadband предложил абонентам доступ к кабельному интернету со скоростью 128 кбит/с.
Не ранее, чем в 2005 году Telekom Srbija предложил услуги ADSL доступа.

## Интернет в Сербии сегодня

### Статистика
Согласно официальному исследованию использования Интернета в Сербии за 2007 год, 26,3 % семей имеют доступ к сети. По типу доступа, деление следующее:
- Dial-up (PSTN и ISDN): 75,6 %
- Мобильный доступ (WAP, GPRS): 16,1 %
- Кабельный интернет: 15,6 %
- (A)DSL: 12,1 %
- Другие: 3,0 %

Считается, что «мобильный доступ» включает в себя Wi-Fi.

### Широкополосный доступ
Кабель предоставляется несколькими поставщиками (в основном, в крупных городах), ADSL доступен через ряд провайдеров, из которых все используют услуги Telekom Srbija. Беспроводной интернет доступен в любой части Сербии.
ADSL провайдеры:
- BeotelNet
- EUnet
- Neobee
- PTT Net
- Orion Telecom
- Telekom Srbija
- Verat
- YUBC

Единая ставка на xDSL:
- 5/1 Mbit/s за 15€
- 10/1 Mbit/s за 17€
- 20/1 Mbit/s за 25€
- 30/2 Mbit/s за 34€
- 50/2 Mbit/s за 54€
- 100/2 Mbit/s за 72€

Провайдеры кабельного интернета:
- SBB — Serbia Broadband
- Radijus Vektor
- PTT Net
- Avcom
- IKOM

Единая ставка на кабельный Интернет:
- 10/1 Mbit/s за 13€
- 16/1.5 Mbit/s за 18€
- 24/2 Mbit/s за 24€
- 40/2 Mbit/s за 32€
- 100/4 Mbit/s за 55€

Провайдеры беспроводного Интернета:
- TeamNET in Novi Sad
- Media Works in Belgrade
- TippNet in Subotica
- Panonnet Works in Subotica
- MadNet
- CS Networks in Smederevo
- VeratNet
- BeotelNet
- Ninet
- Suonline
- Neobee.net
- Panline
- Yuvideo.net